# Yogi Berra

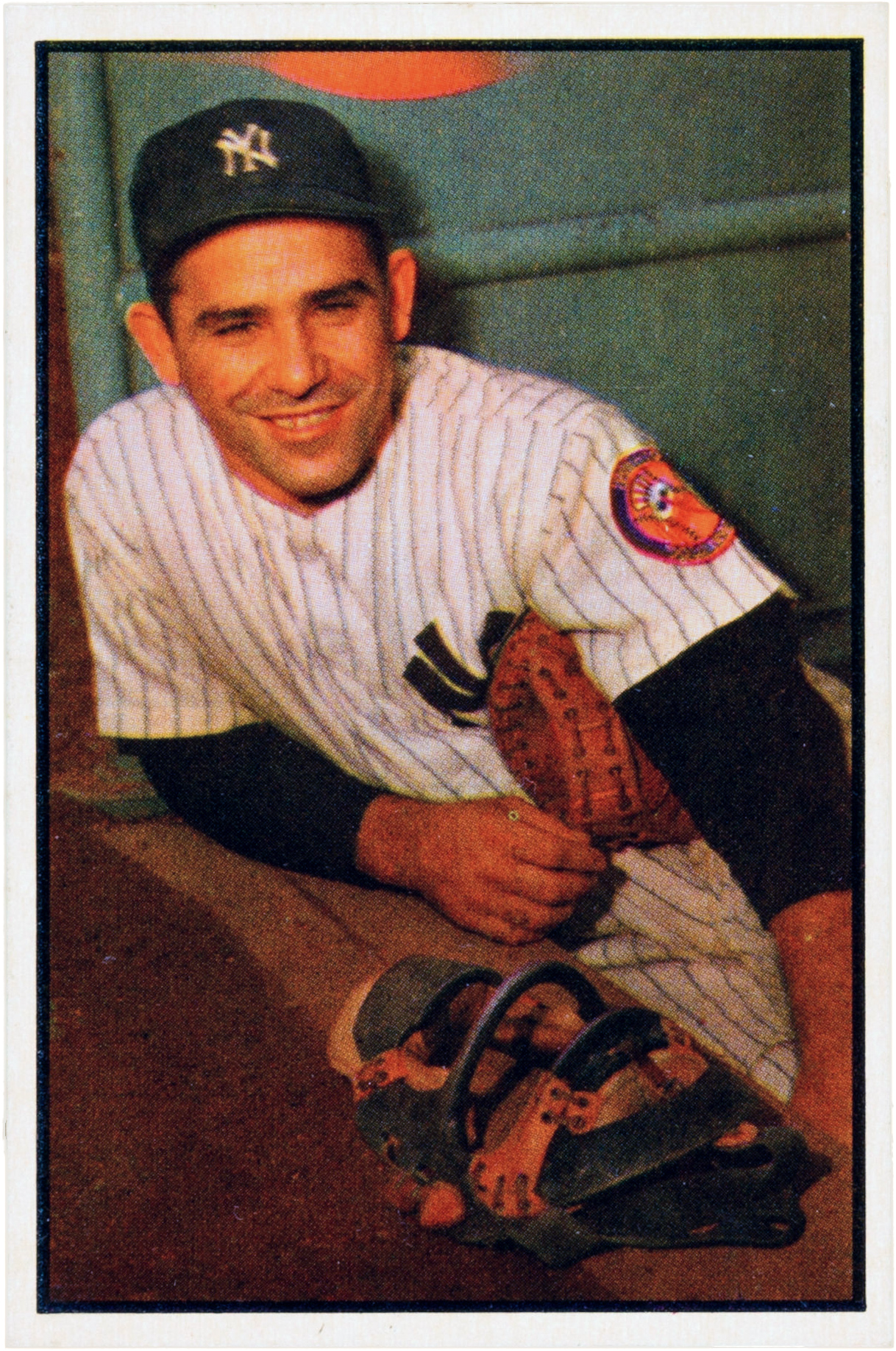
Berra in 1953

Lawrence Peter "Yogi" Berra (Saint Louis, 12 mei 1925 – Montclair, 22 september 2015) was een Amerikaans honkbalspeler en honkbalcoach.
Berra speelde bijna zijn gehele carrière als catcher bij de New York Yankees. Hij had een respectabele sportcarrière en verscheen 21 keer in de World Series als speler, coach en manager. In 1972 werd hij opgenomen in de Baseball Hall of Fame.
Buiten het honkbal was Yogi Berra vooral bekend vanwege zijn verschillende versprekingen en quasifilosofische uitspraken zoals "It ain't over 'til it's over", waardoor hij een soort cultstatus heeft bereikt. Het Britse weekblad The Economist riep hem daarom in januari 2005 uit tot "wisest fool of the past 50 years". De naam van tekenfilmfiguur Yogi Bear zou zijn afgeleid van Yogi Berra.
In 1998 werd het Yogi Berra Museum and Learning Center geopend op de campus van de Montclair State University in Little Falls (New Jersey) en staat gebouwd naast het Yogi Berra Stadium.
Berra overleed op 90-jarige leeftijd en werd begraven aan de Gate of Heaven Cemetery in East Hanover in Morris County (New Jersey).

## Erelijst

### Als speler
- 10x World Series gewonnen, 14x gespeeld (beide een record)
- 15x Major League Baseball All-Star Game
- 3x MVP van de American League (1951, 1954, 1955)

### Als coach
- 1x winnaar World Series met de New York Mets
- 2x winnaar World Series met de New York Yankees

- Gemeinsame Normdatei: 1283967391
- International Standard Name Identifier: 0000 0001 0938 650X
- Library of Congress Control Number: n50007716
- SNAC: w6dr37ks
- Virtual International Authority File: 116640677
- WorldCat: E39PBJycKyVtQDFvP9CJRDQXh3